# Martin Fagan
Martin Fagan (Mullingar, 26 juni 1983) is een Ierse langeafstandsloper, die gespecialiseerd is in de marathon.

## Biografie
Zijn eerste succes boekte Fagan in 2005 met het winnen van een gouden medaille bij de Ierse kampioenschappen. In 2008 werd hij met 2:14.04 dertiende bij de marathon van Dubai. Deze wedstrijd werd gewonnen door Haile Gebrselassie in 2:04.53 en liep hiermee de tweede snelste marathontijd ooit. Later dat jaar reisde Fagan af naar Peking om deel te nemen aan de marathon op de Olympische Zomerspelen 2008. Hierbij moest hij net als achttien andere atleten nog voor de finish opgeven.
Op 14 maart 2009 verging het hem beter bij de City-Pier-City Loop. Hij liep in het begin brutaal mee met de hoofdzakelijk uit Kenianen bestaande kopgroep. Deze groep was hij lange tijd bij te houden. Pas na 15 km moest hij afhaken en finishte uiteindelijk in een snelle 1:00.57. Met deze tijd verbeterde hij het Ierse record op de halve marathon dat met 1:01.00 21 jaar in handen was van John Treacy.
Fagan is aangesloten bij Mullingar Harriers.

## Titels
- Iers kampioen 5000 m - 2005, 2007
- Iers kampioene 10.000 m - 2008

## Persoonlijke records
Outdoor
| Onderdeel      | Prestatie | Datum           | Plaats     |
| -------------- | --------- | --------------- | ---------- |
| 3000 m         | 8.12,17   | 13 juli 2001    | Dublin     |
| 5000 m         | 13.39,62  | 13 april 2006   | Walnut     |
| 10.000 m       | 27.58,48  | 24 april 2009   | Berkeley   |
| 15 km          | 42.57     | 14 maart 2009   | Den Haag   |
| 10 Eng. mijl   | 46.58     | 28 oktober 2008 | Portsmouth |
| 20 km          | 57.43     | 14 maart 2009   | Den Haag   |
| halve marathon | 1:00.57   | 14 maart 2009   | Den Haag   |
| marathon       | 2:14.06   | 18 januari 2008 | Dubai      |

Indoor
| Onderdeel | Prestatie | Datum            | Plaats |
| --------- | --------- | ---------------- | ------ |
| 3000 m    | 7.55,06   | 27 januari 2007  | Boston |
| 5000 m    | 13.55,02  | 23 februari 2007 | Boston |

## Palmares

### 5000 m
- 2005: 5e EK < 23 jaar
- 2005: 5e Europacup B - 14.27,76

### 10.000 m
- 2005: 4e EK < 23 jaar
- 2006: 11e EK - 28.54,04

### halve marathon
- 2009: 5e City-Pier-City Loop - 1:00.57

### marathon
- 2008: 13e marathon van Dubai - 2:14.04
- 2008: DNF OS

### veldlopen
- 2000: 121e WK - 27.08
- 2001: 76e WK - 28.19
- 2001: 31e EK junioren - 20.13
- 2007: 7e EK - 32.06
- 2008: 24e EK - 31.57